# Baron Castlemaine
Baron Castlemaine, of Moydrum in the County of Westmeath, ist ein erblicher britischer Adelstitel in der Peerage of Ireland.
Familiensitz der Barone war Moydrum Castle bei Athlone im County Westmeath.

## Verleihung
Der Titel wurde am 24. Dezember 1812 für den Constable and Governor of Athlone, William Handcock, geschaffen. Da dieser keine Kinder hatte erfolgte die Verleihung mit dem besonderen Zusatz, dass der Titel in Ermangelung eigener männlicher Nachkommen auch an seinen Bruder, Richard Handcock, und dessen männliche Nachkommen vererbbar sei. Am 12. Januar 1822 wurde er, ebenfalls in der Peerage of Ireland, zudem zum Viscount Castlemaine erhoben, diesmal ohne besondere Erbregelung.
Bei seinem Tod 1839 erlosch die Viscountcy entsprechend, die Baronie fiel an seinen Bruder als 2. Baron. Heutiger Titelinhaber ist seit 1973 dessen Ur-ur-urenkel Roland Handcock als 8. Baron.

## Liste der Barone Castlemaine (1812)
- William Handcock, 1. Viscount Castlemaine, 1. Baron Castlemaine (1761–1839)
- Richard Handcock, 2. Baron Castlemaine (1767–1840)
- Richard Handcock, 3. Baron Castlemaine (1791–1869)
- Richard Handcock, 4. Baron Castlemaine (1826–1892)
- Albert Handcock, 5. Baron Castlemaine (1863–1937)
- Robert Handcock, 6. Baron Castlemaine (1864–1954)
- John Handcock, 7. Baron Castlemaine (1904–1973)
- Roland Handcock, 8. Baron Castlemaine (* 1943)

Titelerbe (Heir apparent) ist der Sohn des aktuellen Titelinhabers, Hon. Ronan Handcock (* 1989).